# Muhammed Okunakol
Muhammed Okunakol (* 27. Januar 1998) ist ein türkischer Fußballspieler.

## Karriere
Okunakol begann seine Karriere beim Favoritner AC. 2009 spielte er kurzzeitig beim SC Team Wiener Linien. 2012 kam er in die Akademie des FK Austria Wien, in der er bis 2016 spielte.
Im August 2015 stand er gegen den First Vienna FC erstmals im Kader der zweiten Mannschaft der Austria. Sein Debüt für diese in der Regionalliga gab er im August 2016, als er am ersten Spieltag der Saison 2016/17 gegen den SC Neusiedl am See in der 90. Minute für David Cancola eingewechselt wurde. Im September 2016 stand er gegen die SV Schwechat erstmals in der Startelf.
Mit der Zweitmannschaft der Austria stieg er 2018 in die 2. Liga auf. In der Aufstiegssaison 2017/18 kam Okunakol zu 25 Regionalligaeinsätzen. Sein Debüt in der zweithöchsten Spielklasse gab er im September 2018, als er am siebten Spieltag der Saison 2018/19 gegen den FC Juniors OÖ in der 81. Minute für Silvio Apollonio ins Spiel gebracht wurde.
Zur Saison 2019/20 wechselte er zum Regionalligisten ASK-BSC Bruck/Leitha. Für Bruck/Leitha kam er zu 20 Einsätzen in der Regionalliga. Im Februar 2021 wechselte er zum viertklassigen SV Waidhofen/Thaya.